# Diourtiouli
Diourtiouli (en russe : Дюртюли ; en bachkir : Дүртөйлө) est une ville de la république de Bachkirie, en Russie. Sa population s'élevait à 30 912 habitants en 2019.

## Géographie
Diourtiouli est arrosée par la rivière Belaïa, un affluent de la Kama, et se trouve à 108 km au nord-ouest d'Oufa et à 1 161 km à l'est de Moscou.

## Histoire
Diourtouli est connue depuis 1795. Elle devint une commune urbaine en 1964 et a le statut de ville depuis 1989.

## Population
Recensements (*) ou estimations de la population
| 1959* | 1970*  | 1979*  | 1989*  | 2002*  | 2006   | 2010*  | 2012   |
| ----- | ------ | ------ | ------ | ------ | ------ | ------ | ------ |
| 4 744 | 14 264 | 19 646 | 25 264 | 29 984 | 30 658 | 31 274 | 31 217 |

| 2013   | 2014   | 2015   | 2016   | 2017   | 2018   | 2019   | 2020 |
| ------ | ------ | ------ | ------ | ------ | ------ | ------ | ---- |
| 31 152 | 31 152 | 30 943 | 30 986 | 30 858 | 30 969 | 30 912 | -    |